# Chilei flamingó
A chilei flamingó  (Phoenicopterus chilensis)  a madarak osztályának a flamingóalakúak (Phoenicopteriformes) rendjéhez, ezen belül a flamingófélék (Phoenicopteridae) családjához tartozó faj.
Egyes rendszerbesorolások a Phoenicoparrus nembe sorolják  Phoenicoparrus chilensis néven, de  a rózsás flamingó (Phoenicopterus ruber) alfajaként is tartják nyilván  Phoenicopterus ruber chilensis néven
Veszélyeztetett, állatkertekben is ritka madár. Magyarországon két állatkertben tartják: a Veszprémi Állatkertben egy csapat, a Győri állatkertben egy egyede látható.

## Elterjedése
Dél-Amerikában, Argentína, Bolívia, Brazília, Chile, Paraguay, Peru és Uruguay területén honos.
|  |  |  |